# Tenir-ne o no
Tenir-ne o no (títol original en anglès To Have and Have Not) és una pel·lícula de cinema negre dirigida l'any 1944 per Howard Hawks i protagonitzada per Humphrey Bogart i Lauren Bacall.

## Argument
Harry Morgan i el seu company Eddie són a l'illa de Martinica, esperant que un vaixell disponible els contracti. La guerra (II Guerra Mundial) està enfonsant el seu mitjà de vida, per la qual cosa es veuen obligats a fer un treball per a la resistència.

## Repartiment
- Humphrey Bogart com Harry 'Steve' Morgan
- Walter Brennan com Eddie
- Lauren Bacall com Marie 'Slim' Browning
- Dolores Moran com Madame Hellene de Bursac
- Hoagy Carmichael com Cricket
- Sheldon Leonard com el Sr. Coyo
- Walter Szurovy com Paul de Bursac
- Marcel Dalio com Gerard
- Walter Sande com Johnson
- Dan Seymour com el Capità M. Renard
- Aldo Nadi com el guardaespatlles de Renard